# Viktor Franz
Viktor Franz (geb. 17. April 1882 in Marienbad, Österreich-Ungarn; gest. März 1943 in New York City) war ein österreichischer Schauspieler bei Bühne und Film und ein Theaterregisseur.

## Leben und Wirken
Franz erhielt seine künstlerische Ausbildung zur Jahrhundertwende in einer Theaterschule in Wien. Anschließend führten ihn seine Verpflichtungen an Bühnen der k.u.k.-Provinz (u. a. St. Pölten und Aussig), ehe er 1908/09 für drei Spielzeiten in die österreichische Hauptstadt, an die Neue Wiener Bühne, zurückkehrte. 1913/14 trat Franz an Wiens Volksbühne und 1914/15 an der Residenzbühne auf. 1916 gab er mit einer Nebenrolle in der deutsch-österreichischen Großproduktion Bogdan Stimoff seinen Einstand vor der Kamera. In den beiden letzten Jahren des Ersten Weltkriegs gehörte Viktor Franz dem Ensemble des Theaters in der Josefstadt an. In der ersten Nachkriegsspielzeit 1918/19 wirkte Franz auch als Regisseur an der Volksbühne. Von 1919 bis 1924 wirkte Viktor Franz mit zumeist kleinen Rollen in einer Fülle von Stummfilmen mit, danach (von 1924 bis 1926) trat Franz erneut als Schauspieler in Erscheinung, diesmal an Wiens Renaissance-Bühne. In den Sommermonaten fand Franz Beschäftigung am Kurtheater von Bad Ischl. Anschließend (1927/28) kehrte Franz vor die Kamera zurück. Als Theaterschauspieler ging Franz mit der Kollegin Gisela Werbezirk mit dem Stück Dreimal Hochzeit auf Tournee.
1931/32 trat Franz in zahlreichen frühen deutschen Tonfilmen auf, doch besaßen seine Rollen nunmehr nur noch Chargenformat. 1932/33 wurde das Neue Lustspielhaus in Wien seine künstlerische Heimat, 1933/34 Die Komödie, ebenfalls in der österreichischen Hauptstadt. Mit Gisela Werbezirk gastierte er 1935 in Prag, danach wirkte Franz 1936, als die Beschäftigungssituation für jüdische Künstler auch in Österreich immer prekärer wurde, das letzte Mal in einer Filmproduktion mit, die überwiegend von Juden gestaltete Liebeskomödie Fräulein Lilli mit Franziska Gaal in der Titelrolle. Anschließend blieb Viktor Franz weitgehend beschäftigungslos. 1940 gelang ihm die Flucht in die Vereinigten Staaten, wo Viktor Franz in New York Beschäftigung in Emigrantenproduktionen wie der Granichstaedten-Operette Wenn die Musik spielt (1941), dem Exil-Kabarett der Komiker (1942) und in Karl Kraus’ Die letzten Tage der Menschheit, wo er, ebenfalls 1942, einige Szenen spielte. Zum Jahresende 1942 sah man ihn in der Operette Wonderbar. Außerdem trat er in Rundfunkübertragungen auf. Seine Abschiedsvorstellung gab der Künstler als „Victor Franz“ in seinem ersten und einzigen englischsprachigen Theaterstück: In der von Elia Kazan ab dem 3. März 1943 vier Wochen lang inszenierten Aufführung Harriet (über die Onkel Toms Hütte-Autorin Harriet Beecher Stowe) spielte er den alten Mr. Wycherly. Noch während das Stück lief, starb Viktor Franz im Alter von 60 Jahren.

## Filmografie
- 1916: Bogdan Stimoff
- 1917: Im Banne der Pflicht
- 1919: Der Idiot
- 1920: Miß Cowboy
- 1921: Der Schlüssel zur Macht
- 1922: Die Geburt des Antichrist
- 1922: Die Beichte eines Mönchs
- 1922: Sündige Liebe
- 1923: Hoffmanns Erzählungen
- 1923: Die Hölle von Barballo
- 1923: Der Sohn des Galeerensträflings
- 1923: Die Kurtisane von Venedig
- 1924: Max, der Zirkuskönig
- 1924: Das verbotene Land
- 1924: Ssanin
- 1927: Das Recht zu leben
- 1927: Der Mann ohne Beruf (Das grobe Hemd)
- 1927: Das Mädchen ohne Heimat
- 1927: Tingel-Tangel
- 1928: Gefährdete Mädchen
- 1928: Der Scheidungsanwalt (Die Frau von gestern und morgen)
- 1928: Der Musikant von Lichtental
- 1928: Die Lamplgasse
- 1931: Das Ekel
- 1931: Jeder fragt nach Erika
- 1931: Der Hauptmann von Köpenick
- 1932: Es wird wieder alles besser
- 1932: Die Gräfin von Monte Christo
- 1932: Hasenklein kann nichts dafür
- 1932: Lumpenkavaliere
- 1936: Fräulein Lilli